# Steendam
Steendam  (Dialekt groningski: Staindam) – wieś w niderlandzkiej gminie Midden-Groningen, w prowincji Groningen.

## Geografia
Wieś Steendam leży na powierzchni 8km² w północnej części Holandii gminie Midden-Groningen, w prowincji Groningen.

## Demografia
Według spisu ludności z 2023 roku we wsi Steendam mieszkało 185 mieszkańców.